# Convoi HX 52
Le convoi HX 52 est un convoi passant dans l'Atlantique nord, pendant la Seconde Guerre mondiale. Il part de Halifax au Canada le 21 juin 1940 pour le port de Liverpool le 6 juillet 1940.

## Composition du convoi
Ce convoi est constitué de 29 cargos :
- Royaume-Uni : 22 cargos
- Norvège : 5 cargos
- Grèce : 1 cargo
- Canada : 1 cargo

## L'escorte
Ce convoi est escorté par :

- HMCS Acadia - 21/06/40 au 22/06/40
- HMCS French - 21/06/40 au 22/06/40
- HMS Ottawa - 21/06/40 au 22/06/40
- le Croiseur auxiliaire HMS Artifex - 21/06/40 au 02/07/40
- HMS Hurricane le 02/07/40
- la corvette HMS Gardenia - 02/07/40 au 06/07/40
- le destroyer HMS Versatile - 202/07/40 au 06/07/40
- le destroyer HMS Wolverine - 02/07/40 au 06/07/40

## Le voyage
Le canadien Magog est distancé dans la nuit du 21 juin, ne maintenant que 7 1/2 nœuds puis le Holystone prend du retard le 23 juin par 41 43N 54 30W à la vitesse de 8 nœuds (la vitesse du convoi est fixée à 9 nœuds). Le Magog, à destination de Preston avec 512 standards de bois (chaque standard étant constituée de 100 planches de bois mesurant chacune 12 pieds de long, 2½ pouces d'épaisseur et sept pouces de large), est bombardé et gravement endommagé par le U-99 le 5 juillet 1940 au sud-ouest de l'Irlande. Il avait un équipage de 23 personnes et il n'y a eu aucune victime. Après le torpillage final du bâtiment canadien, l'U-99 s'approche du canot de sauvetage et son kapitanleutnant Otto Kretschmer donne une bouteille de brandy au capitaine T. Swales Doughty. Le cargo chargé de bois a flotté 3 jours puis a finalement coulé le 8 juillet .